# Monica Knudsen
Monica Knudsen (* 25. März 1975 in Arendal) ist  eine ehemalige norwegische Fußballspielerin und -trainerin. Als Spielerin gewann sie Olympiagold im Jahr 2000 sowie drei Vereinstitel mit dem Asker SK. Als Trainerin gewann sie mit dem Verein Lillestrøm SK Kvinner viermal die norwegische Frauenliga Toppserien und dreimal den norwegischen Fußballpokal. Von August 2022 bis September 2023 war sie Co-Trainerin des norwegischen Nationalteams.

## Spielerkarriere

### Vereine
Knudsen wuchs in Fevik bei Grimstad auf. In den 1980er-Jahren begann sie im Feviker Verein Idrettslaget Express Fußball zu spielen.
Mit dem FK Donn stand sie als 19-Jährige im Oktober 1994 erstmals im Finale des norwegischen Fußballpokals der Frauen. Nach ihrer Zeit beim FK Donn wechselte sie zum Asker FK, wo sie sowohl 1998 als auch 1999 die norwegische Meisterschaft gewinnen konnte. Im Jahr 2000 gewannen sie zudem den norwegischen Pokal.

### Nationalmannschaft
Knudsen wurde in den Kader für die Europameisterschaft 1997 aufgenommen. Zwei Jahre später war sie Teil des WM-Teams. Den größten Erfolg mit der Nationalmannschaft konnte sie im Jahr 2000 feiern, wo die Mannschaft bei den Olympischen Spielen 2000 in Sydney die Goldmedaille gewinnen konnte. 2001 spielte sie erneut in der Europameisterschaft. Insgesamt spielte Knudsen für die Nationalmannschaft 87 Spiele, in denen sie sechs Tore erzielte.

## Trainerkarriere
Im Jahr 2010 übernahm sie den Verein Lillestrøm SK Kvinner (LSK) als Trainerin. Der Verein gewann die Liga Toppserien 2012 und qualifizierte sich somit für die UEFA Women’s Champions League 2013/14. Dort schieden sie im Sechzehntelfinale mit 1:8 gegen LdB FC Malmö aus. Die Toppserien 2013 beendeten die Frauen des LSK auf dem zweiten Platz. Im Jahr 2014 gewann der Verein unter ihr das Double aus Pokal- und Serienmeisterschaft in Norwegen. Damit war Lillestrøm für die UEFA Women’s Champions League 2015/16 qualifiziert, wo sie im Achtelfinale gegen den 1. FFC Frankfurt nach dem Elfmeterschießen ausschieden.
2015 holte sich Knudsens Verein erneut das Double und qualifizierte sich somit für die UEFA Women’s Champions League 2016/17. Dort schied die Mannschaft gegen Paris Saint-Germain im Sechzehntelfinale aus. In der Saison 2016 gewann Knudsens Team zum dritten Mal unter ihr das Double. Ende 2016 stand sie in der Auswahl, neue norwegische Nationaltrainerin zu werden, den Job bekam jedoch schließlich der Schwede Martin Sjögren.
Im Juli 2017 wurde vom norwegischen Fußballverband bekannt gegeben, dass Knudsen ab Januar 2017 in einer 60%-Stellung für den Verbund im Bereich der Trainerausbildung arbeiten solle. Nebenher arbeitete sie im Norsk Toppidrettsgymnas, einem Sportgymnasium in Bærum. Im November 2017 übernahm sie das Traineramt im Verein Vålerenga Oslo. Beim norwegischen Fußballverband führte sie bereits begonnene Projekte noch zu Ende. Bei Vålerenga war sie bis Ende 2019 als Trainerin tätig, zum 1. Januar 2020 übernahm sie die Leitung der Jugendarbeit des Clubs.
Im August 2022 wurde sie gemeinsam mit Ingvild Stensland als neues Co-Trainerinnen-Duo des norwegischen Nationalteams der Frauen vorgestellt. Im September 2023 wurde kurz nach dem Rücktritt Hege Riises als Nationaltrainerin bekannt, dass auch Knudsen das Trainerinnen-Team verlasse.

## Auszeichnungen
- Trainerin des Jahres[3] 2012, 2014, 2015, 2016